# Paramimistena subglabra
Paramimistena subglabra là một loài bọ cánh cứng trong họ Cerambycidae.